# Rubén González (football)
Pour les articles homonymes, voir Rubén González et González.
Rubén Adán González Acosta (né le 17 juillet 1939 à Montevideo en Uruguay) est un joueur de football international uruguayen, qui évoluait au poste d'attaquant.

## Biographie

### Carrière en club
Avec le Club Nacional, il remporte trois championnats d'Uruguay.
Avec l'équipe de Boca Juniors, il gagne un championnat d'Argentine.

### Carrière en sélection
Avec l'équipe d'Uruguay, il joue 11 matchs (pour aucun but inscrit) entre 1959 et 1962[réf. nécessaire]. 
Il figure dans le groupe des sélectionnés lors de la coupe du monde de 1962. Il ne joue aucun match lors de la phase finale de cette compétition, mais dispute toutefois une rencontre face à la Bolivie comptant pour les tours préliminaires de celle-ci.
Il participe également au championnat sud-américain de 1959 (Équateur). La sélection uruguayenne remporte la compétition.

## Palmarès
| \| Club Nacional - Championnat d'Uruguay (3) : - Champion : 1957, 1963 et 1966. \| \| Boca Juniors - Championnat d'Argentine (1) : - Champion : 1965. \| |  | Uruguay - Championnat sud-américain (1) : - Vainqueur : 1959 (Équateur). |
| Club Nacional - Championnat d'Uruguay (3) : - Champion : 1957, 1963 et 1966.                                                                             |  | Boca Juniors - Championnat d'Argentine (1) : - Champion : 1965.          |